# Dudy żywieckie

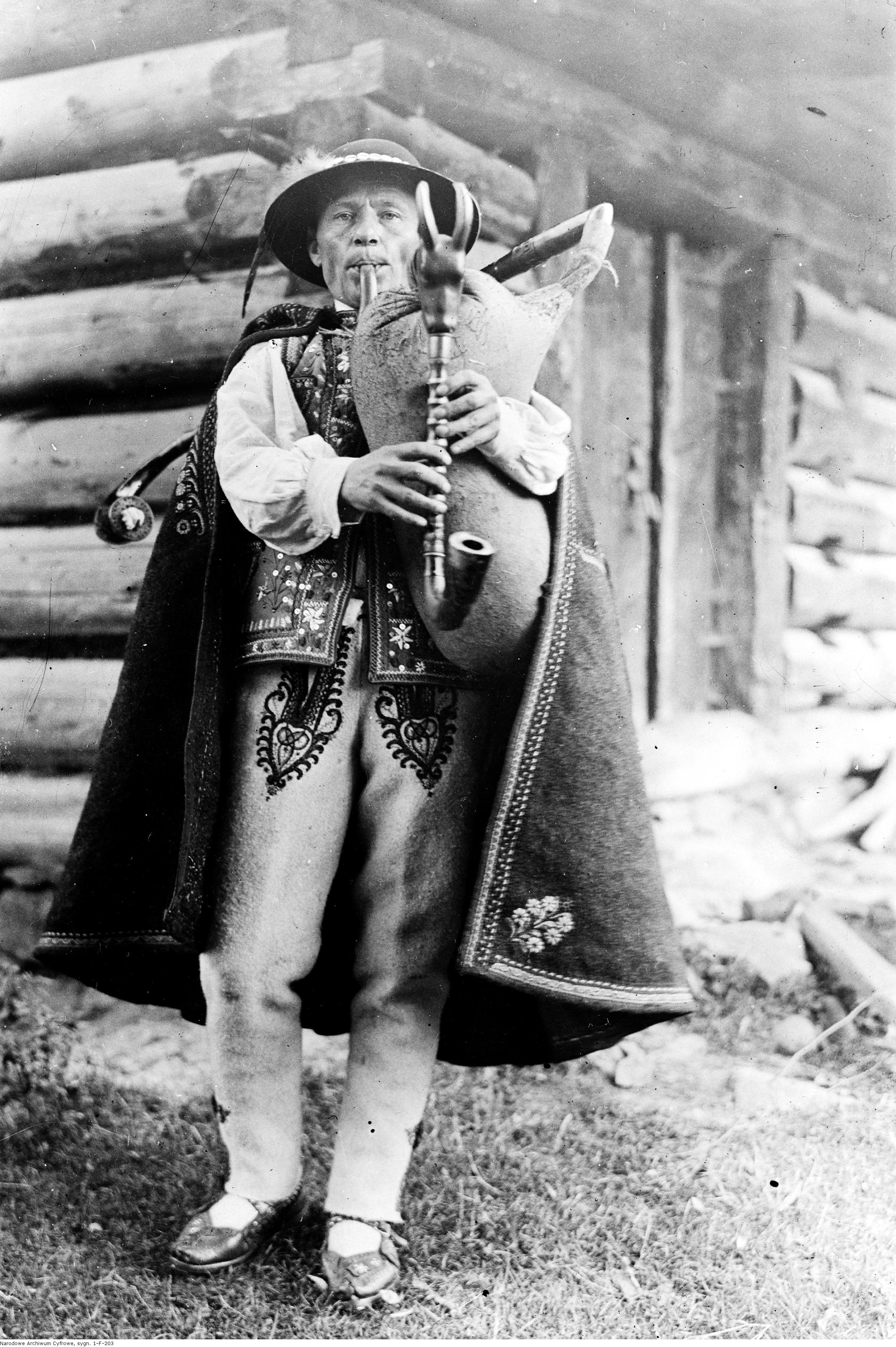
Wincenty Pyrdoł z Zarzecza k. Łącka. Chociaż Zarzecze leży w Beskidzie Sądeckim, dudy, na których gra Pyrdoł, są w typie żywieckim.

Dudy żywieckie – typ dud związany z Beskidem Żywieckim. Umiejętność gry na tym instrumencie oraz sposób ich wytwarzania zostały w 2017 roku wpisane na Krajową listę dziedzictwa niematerialnego.

## Budowa
Dudy żywieckie składają się z:
- wora rezerwoarowego (tomlow, tymlow, tymel);
- ustnika (duhac, dumac);
- piszczałki melodycznej (gajdzica);
- piszczałki basowej (bordunowej) (huk)[2].

Stroiki dud żywieckich (w gajdzicy i huku) są pojedyncze.

## Strój i skala
Strój instrumentu wyznacza wysokość dźwięku wydawanego przez piszczałkę bordunową. W przypadku dud żywieckich jest to F (i już w okresie międzywojennym nie było dużych różnic pod tym względem między instrumentami).

## Historia
W okresie międzywojennym zmodyfikowane dudy żywieckie włączono do orkiestry wojskowej 5 Pułku Strzelców Podhalańskich.

## Praktyka wykonawcza
Grającego na dudach żywieckich nazywano dudziorzem, dudzistą, dudą, dudosem, a niekiedy gajdziorzem, gajdą, gajdosem i gajdoskiem. Na dudach tych grano solowo lub w dwuosobowych kapelach ze skrzypcami.